# Ex convento dei Padri Mercedari
L'ex convento dei Padri Mercedari è un edificio religioso situato a Galtellì, centro abitato della Sardegna centro-orientale. È ubicato nella via Papa Giovanni XXIII di fronte alla chiesa della Beata Vergine Assunta.
L'edificio risulta citato in documenti del 1612.